# Jack (roman)
Pour les articles homonymes, voir Jack.
Jack est un roman français publié par Alphonse Daudet en 1876.

## Historique
Jack fut d'abord publié en feuilleton dans Le Moniteur universel du 15 juin au 2 octobre 1875, puis chez Dentu en 1876.
Après la page de titre, Alphonse Daudet fait imprimer la dédicace suivante :

« Ce livre de pitié, de colère et d'ironie est dédié à Gustave Flaubert, mon ami et mon maître. »

## Résumé
Jack, enfant naturel de sept à huit ans, est placé comme pensionnaire au Gymnase Moronval, martyrisé par une mère égoïste, Mme Ida de Barancy. Dans ce collège, celui-ci rencontre d'Argenton, un professeur de littérature, chef de file des Ratés. Commence pour « le pauvre enfant » une vie cruelle...

## Éditions
- 1876 - Dentu à Paris
- 1928 - Henri Cyral Editeur, Collection Française, Paris
- 1973 - Flammarion dans la collection Le Livre de poche

## Adaptations

### Au théâtre
- Représentation le 11 janvier 1881 au théâtre de l'Odéon

### À la télévision
- Jack, d'après Alphonse Daudet, série de Serge Hanin diffusée en 1975

### Au cinéma
- Jack, film de Robert Saidreau sorti en 1925